# Coupe d'Irlande de football 1932-1933
Navigation
Édition précédente Édition suivante
La Coupe d'Irlande de football 1932-1933 , en anglais The Football Association of Ireland Challenge Cup, est la 12e édition de la Coupe d'Irlande de football organisée par la Fédération d'Irlande de football. La compétition commence le 26 décembre 1932, pour se terminer le 26 mars 1933. Les Shamrock Rovers remporte pour la sixième fois la compétition en battant en finale le Dolphin FC après un match d'appui. C'est la cinquième victoire consécutive des Rovers dans la compétition.

## Organisation
La compétition rassemble les dix clubs évoluant dans le championnat d'Irlande auxquels s'ajoutent 6 clubs évoluant dans les championnats provinciaux du Munster et du Leinster : Rossville, Jacob's Sligo Rovers (qui fait ainsi sa toute première apparition dans une compétition nationale), Brideville et Tramore Rookies.
Les matchs ont lieu sur le terrain du premier nommé. En cas d'égalité un match d'appui est organisé sur le terrain du deuxième tiré au sort.

## Premier tour
Les matchs se déroulent les 26 et 31 décembre 1932 puis les 1er et 4 janvier 1934. Les matchs d'appui se déroulent les 4, 11 et 18 janvier.
| Club recevant    | Score | Club visiteur                    | Date             |
| ---------------- | ----- | -------------------------------- | ---------------- |
| Tramore Rookies  | 0-8   | Drumcondra FC                    | 26 décembre 1932 |
| Shelbourne FC    | 5-0   | Jacob's Football Club            | 31 décembre      |
| Bray Unknowns    | 0-0   | Cork Bohemians                   | 1er janvier      |
| Cork Bohemians   | 0-0   | Bray Unknowns                    | 4 janvier        |
| Cork Bohemians   | 2-2   | Bray Unknowns                    | 11 janvier       |
| Bray Unknowns    | 1-2   | Cork Bohemians Football Club     | 18 janvier       |
| Dundalk FC       | 1-1   | Dolphin FC                       | 1er janvier      |
| Dolphin FC       | 2-1   | Dundalk FC                       | 4 janvier        |
| Shamrock Rovers  | 3-1   | Saint James's Gate Football Club | 1er janvier      |
| Sligo Rovers     | 3-1   | Brideville FC                    | 1er janvier      |
| Waterford United | 0-4   | Bohemian FC                      | 1er janvier      |

## Deuxième tour
Les matchs se déroulent les 21 et 22 janvier 1932. Le match d'appui a lieu le 25 janvier.
| Club recevant         | Score | Club visiteur                | Date            |
| --------------------- | ----- | ---------------------------- | --------------- |
| Bohemian FC           | 7-1   | Cork Bohemians Football Club | 21 janvier 1933 |
| Cork FC               | 1-1   | Shamrock Rovers              | 22 janvier      |
| Shamrock Rovers       | 3-0   | Cork FC                      | 25 janvier      |
| Dolphin Football Club | 2-1   | Drumcondra FC                | 22 janvier      |
| Shelbourne FC         | 5-2   | Sligo Rovers                 | 22 janvier      |

## Demi-finales
| Première demi-finale | Shamrock Rovers Football Club | 3-1 | Bohemian Football Club | Shelbourne Park, Dublin |  |
| 11 février 1933      | David Byrne Buchanan Smith    |     | Plev Ellis             |                         |  |

| Deuxième demi-finale | Dolphin Football Club | 1-0 | Shelbourne Football Club | Dalymount Park, Dublin |  |
| 26 février 1933      | McCarney              |     |                          |                        |  |

## Finale
La finale a lieu le 17 mars 1933. Elle se déroule devant 22 000 spectateurs rassemblés dans le Dalymount Park à Dublin. Les Shamrock Rovers et le Dolphin FC, déjà présents en finale l'année précédente, n'arrivent pas à se départager et le match se termine sur le score de trois buts partout. Un match d'appui est organisé le 26 mars dans le même stade. Les Rovers l'emportent cette fois-ci largement, par trois buts à zéro. C'est la cinquième victoire consécutive des Hoops.
| Finale       | Shamrock Rovers Football Club       | 3-3 | Dolphin Football Club         | Dalymount Park, Dublin |                      |
| 17 mars 1933 | David Byrne Buchanan Matthews (pen) |     | Lennox (pen 2 ) Willie Fallon | Spectateurs : 22 000   | Spectateurs : 22 000 |

| Finale - match d'appui | Shamrock Rovers Football Club | 3-0 | Dolphin Football Club | Dalymount Park, Dublin |                      |
| 26 mars 1933           | Jimmy Daly (2) David Byrne    |     |                       | Spectateurs : 18 000   | Spectateurs : 18 000 |